# Melchisédech Thévenot
Melchisédech Thévenot ali Melchisédec ~ [melhisédek téveno], francoski pisatelj, znanstvenik, popotnik, kartograf, orientalist, izumitelj, fizik, knjižničar in diplomat, * okoli 1620, Pariz, Francosko kraljestvo (sedaj Francija), † 29. oktober 1692, Issy-les-Moulineaux, Hauts-de-Seine, Francosko kraljestvo (sedaj Francija).
Thévenot je bil izumitelj vodne tehtnice in je znan tudi po svoji priljubljeni posmrtno izdani knjigi iz leta 1696 Umetnost plavanja, prikazana s slikami z nasveti, kako koristno plavati (L'Art de nager démontré par figures, avec des avis pour se baigner utilement), eni prvih knjig na to temo in zelo brani v 18. stoletju. Znano je, da jo je prebral Benjamin Franklin, v mladosti navdušen plavalec. Knjiga je popularizirala prsno plavanje (glej zgodovina plavanja). Leta 1990 so ga sprejeli v Mednarodni plavalni hram slavnih. Vplival je tudi na ustanovitev Kraljeve akademije znanosti (Académie Royale des Sciences). Njegova Poročila različnih zanimivih potovanj (Relations de divers voyages curieux) združujejo vse, kar je Evropejec lahko vedel o svetu v 17. stoletju. Od njega naj bi tudi njegov slavni nečak Jean de Thévenot podedoval njegov okus za potovanja.

## Življenje
Izhajal je iz družine nosilcev kraljevih funkcij (plemičev v obleki), kar deloma pojasnjuje njegovo bogastvo. Znano je, da je govoril angleško, grško, latinsko, hebrejsko in več orientalskih jezikov, vključno z arabščino in turščino. Njegovo krstno ime je bilo Nicolas, Melchisédech pa je bilo dodano kot drugo (birmno) ime, skoraj zagotovo v čast njegovega dedka po materini strani, Melchisédecha Garnierja (umrl 1637), odvetnika v pariškem parlamentu in verjetno hugenota (glede na ime iz Stare zaveze).
Bil je ljubiteljski znanstvenik in pokrovitelj mnogih znanstvenikov in matematikov, dopisoval si je z osebnostmi, kot so: Christiaan Huygens (1629–1695), Henry Oldenburg (1615–1677), Jan Swammerdam (1637–1680). Swammerdam ga je spodbujal, da se je lotil izvora organizmov. Nekaj jih je ostalo tudi na njegovem domu v Issyju, kamor je nekega dne prišel Niels Steensen (»Steno«, 1638–1686), da bi pred pozornim občinstvom seciral človeške možgane. Tako kot okoli Henrija Louisa Haberta de Montmorja (1600–1679), čigar krog je tudi sam obiskoval, se je okrog Thévenota postopoma oblikovala akademija, ki je nosila njegovo ime in je bila med tistimi, iz katerih je leta 1666 nastala Akademija znanosti.
Thévenot je bil bogat in z dobrimi zvezami. Leta 1684 je postal kraljevi knjižničar francoskega kralja Ludvika XIV. Bil je tudi veleposlanik v Genovi leta 1647 in nato v Rimu v 1650-ih. Po smrti papeža Inocenca X. je sodeloval na naslednjem konklavu leta 1655, na koncu katerega so izvolili papeža Aleksandra VII. Kot je zapisal v pismu princu Leopoldu de' Mediciju, je sodeloval na prvih srečanjih kroga znanstvenikov pred ustanovitvijo Kraljeve akademije znanosti. Leta 1685 so ga izbrali za člana Akademije znanosti.

## Znanstveno delo
Thévenot je študiral astronomijo, fiziko, medicino, magnetizem in matematikoter v 1660-ih dokazal možnost, da so atmosferski utripi povezani z dihanjem ljudi in živali. Med letoma 1658 in 1661 je izvajal poskuse o kapilarnosti in sifonu. Predlagal je uporabo limoninega soka kot zdravila za različne bolezni, pa tudi ipekakuaninega sirupa kot zdravila proti griži.
Lahko je zaslužen za sponzoriranje znanstvene študije, ki je prispevala k odkritju narave in mehanizma oploditve tako pri ljudeh kot pri živalih na splošno. 24. aprila 1665 je pisal svojemu prijatelju Huygensu, nizozemskemu matematiku in astronomu:
Izkoristili smo priložnost, ki nam jo je ponudil mraz zadnjih mesecev, in se posvetili disekciji in raziskovanju generacije živali— Thévenot 1665
»Mi« se je nanašal na dva Thévenotova varovanca, Nizozemca Jana Swammerdama in Danca Nielsa Stensena. To je bil začetek procesa razprave, seciranja in eksperimentiranja, ki je Swammerdama in Stensena kmalu pripeljal do zaključka, da vse živali – vključno z ljudmi – izvirajo iz jajc.
Thévenot je nekaj časa pred 2. februarjem 1661 izumil vodno tehtnico (ali tehtnico z mehurčki), ki jo je napolnil z alkoholom in namestil na kamnito ravnilo, opremljeno z lečo. Ta datum je mogoče ugotoviti iz njegove korespondence s Huygensom. V enem letu po tem datumu je izumitelj razposlal podrobnosti o svojem izumu drugim, vključno z Robertom Hookom v Londonu in Vincenzom Vivianijem v Firencah. Občasno trdijo, da so te tehtnice z mehurčki v široki uporabi šele od začetka 18. stoletja – najzgodnejši ohranjeni primeri so iz tistega časa – vendar je Adrien Auzout priporočil, da Kraljeva akademija znanosti vzame »tehtnice Thévenotovega tipa« na svojo odpravo na Madagaskar leta 1666. Zelo verjetno je, da so bile te tehtnice v Franciji in drugod v uporabi že dolgo pred začetkom 18. stoletja.

### Kartografija
Mnogi Thévenotovi zemljevidi Srednjega vzhoda so bili objavljeni v njegovih Poročilih o različnih zanimivih potovanjih ... (Relations de divers voyages curieux ...) (Pariz, 1663), zbirki prevodov raziskovalnih potovanj (kot so potovanja Kozme Indikoplevsta). Ena od teh je bila ena najzgodnejših in najbolj podrobnih upodobitev južnega Iraka (njegov nečak Jean de Thévenot je pozneje obiskal to regijo). Thévenot se sklicuje na Mandejce v regiji Basra in vključuje natisnjeno stran iz ene od svetih knjig te sekte, enega prvih tiskanih pojavov mandejščine v Evropi.
Thévenotov zemljevid Hollandia Nova-Terre Australe v Poročilih o različnih zanimivih potovanjih ..., je francoska različica karte odkritij Abela Tasmana iz leta 1644, ki uporablja informacije iz nizozemskih virov, predvsem zemljevida sveta Joana Blaeua, objavljenega leta 1659. Čeprav je Thévenot rekel, da je svojo karto vzel iz tiste, ki je vložena v tla amsterdamske mestne hiše, se zdi, da je v resnici skoraj natančna kopija Blaeujeve karte v njegovem Archipelagus Orientalis sive Asiaticus, objavljenem leta 1659 v Atlasu velikega volilnega kneza (Atlas Kurfürsten). Zemljevid sveta, postavljen na tla velike dvorane amsterdamske mestne hiše, je bil vzet iz Blaeujevega zemljevida sveta iz leta 1648. Ko se je pojavil Blaeujev zemljevid sveta, so drugi izdelovalci zemljevidov, kot je Thévenot, kopirali njegovo upodobitev Nove Holandije. Hollandia Nova v Atlasu velikega volilnega kneza je prikazana tako, kot je prikazana na Blaeujevem zemljevidu sveta iz leta 1648, Nova et Accuratissima Terrarum Orbis Tabula. Thévenot je razdelil celino na dvoje, med Novo Holandijo na zahodu in Terre Australe vzhodno od zemljepisne širine, ki poteka navzdol po poldnevniku, ki ustreza dolžini 135 stopinj vzhodno od Greenwicha. Razlikovanje med Novo Holandijo na zahodu in Terre Australe vzhodno od poldnevnika, ki ustreza 135° vzhodno od Greenwicha, zemljepisni širini, potekajoči po tem poldnevniku, se zdi, da je bila pobuda Thevenota, saj takšne delitve ni na Blaeujevem zemljevidu ali na zemljevidu amsterdamske mestne hiše. Ta navidezna delitev je bila morda naključna, saj se na drugih nizozemskih zemljevidih iz tega obdobja Terra Australis ali t'Zuid Landt (»Južna dežela«) pojavlja z imenom Hollandia Nova kot alternativnim imenom za celotno državo. Poldnevniška črta, ki ločuje Novo Holandijo od Terre Australe na Thévenotovem zemljevidu, je padla vzdolž poldnevnika, ki je predstavljal zahodno mejo španskega imperialnega zahtevka v južnem Tihem oceanu, ki je izhajal iz Tordesillaške pogodbe iz leta 1494 in akta o posesti južne dežele, ki ga je naredil Pedro Fernandes de Queirós leta 1606. Ta zahodna meja španskih zahtev je prikazana na zemljevidu Španskega imperija iz leta 1761, ki ga je izdelal Vicente de Memije, Aspecto Symbolico del Mundo Hispanico.
Emanuel Bowen je reproduciral Thévenotov zemljevid v svojem Celovitem sistemu geografije (Complete System of Geography , London, 1747), ga preimenoval v Popolni zemljevid južne celine (Complete Map of the Southern Continent)  in dodal tri napise, ki spodbujajo prednosti raziskovanja in kolonizacije države. En napis je navedel:
Nemogoče si je predstavljati državo, ki obljublja bolj pošteno iz svojega položaja kot ta TERRA AUSTRALIS, ne več incognita, kot prikazuje ta Zemljevid, ampak Odkrita južna celina. Leži natanko v najbogatejših podnebjih sveta ... in zato bo kdorkoli, ki ga bo popolno odkril in poselil, nezmotljivo posedoval ozemlja, tako bogata, tako plodna in sposobna izboljšave, kot katera koli doslej odkrita, bodisi v Vzhodni Indiji ali na Zahodu.
Bowenov zemljevid je bil ponovno objavljen v izdajah Johna Campbella Navigantium atque Itinerantium Bibliotheca Johna Harrisa ali Voyages and Travels (1744–1748 in 1764). Ko je sestavljala ozemeljske meje kolonije Novi Južni Wales, ustanovljene leta 1788, je britanska vlada določila njeno zahodno mejo na poldnevniku 135° vzhodno od Greenwicha, kot je prikazano na Thévenotovi karti.
Thévenota pogosto zamenjujejo z njegovim nečakom, popotnikom Jeanom de Thévenotom. Obstajajo dokazi, ki nakazujejo, da sta tako Huygens kot Hooke kasneje zahtevala izum vodne tehtnice, čeprav le v svojih državah. Ni ohranjenega Thévenotovega portreta in domnevni njegov portret (kot ga je mogoče videti v izdaji Gerrita Lindebooma Thévenotovih pisem Swammerdamu) je dejansko njegov nečak Jean.